# Stymphale
Stymphale (en grec : Στυμφαλία) était une ville antique d'Arcadie, ayant donné son nom à un village faisant partie d'un dème moderne, le dème de Sicyone. Celui-ci est actuellement dépendant de la préfecture de Corinthie, dans la périphérie du Péloponnèse en Grèce. En 2001, la population du dème était de 2 850 habitants, le village comptant environ 130 habitants.

## Histoire

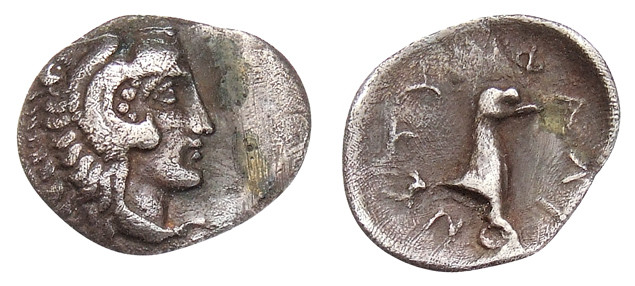
Obole en argent venant de Stymphale montrant Héraclès à l'avers ainsi qu'un oiseau de Stymphale et l'inscription ΣΤΥΜΦΑΛΙΑ au revers.

Dans la Grèce antique, Stymphale est situé dans cette vallée du nord-ouest de l'Arcadie, elle forme une cité-État indépendante et est connue pour ses oiseaux carnivores des rives du lac Stymphale, dont la chasse fut l'un des douze travaux d'Héraclès. La littérature ancienne ne nous apprend pas grand-chose sur Stymphale. Artémis était la principale divinité de la ville et son temple, un temple à Artémis Brauronia, était érigé à proximité du lac.